# Lyons tunnelbana

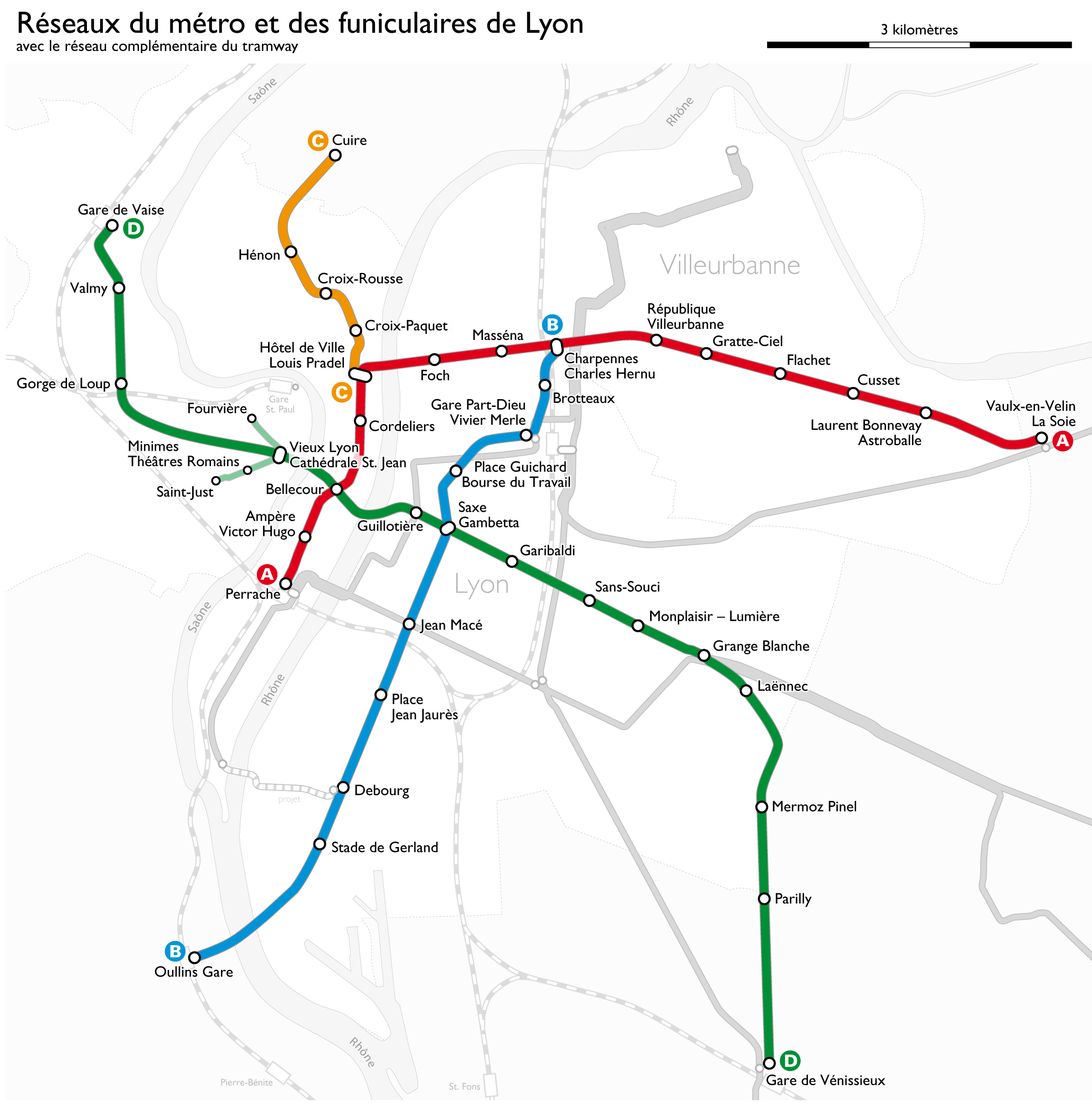
Karta över Lyons tunnelbanesystem.

Lyons tunnelbana (franska Métro de Lyon) är ett tunnelbanesystem i Frankrikes näst största stad Lyon. Systemet skapades 2 maj 1978, då linje A (röd) och B (blå) öppnades och linje C (orange) började räknas till metron. Linje D (grön) tillkom 1991.

## Linje A och B

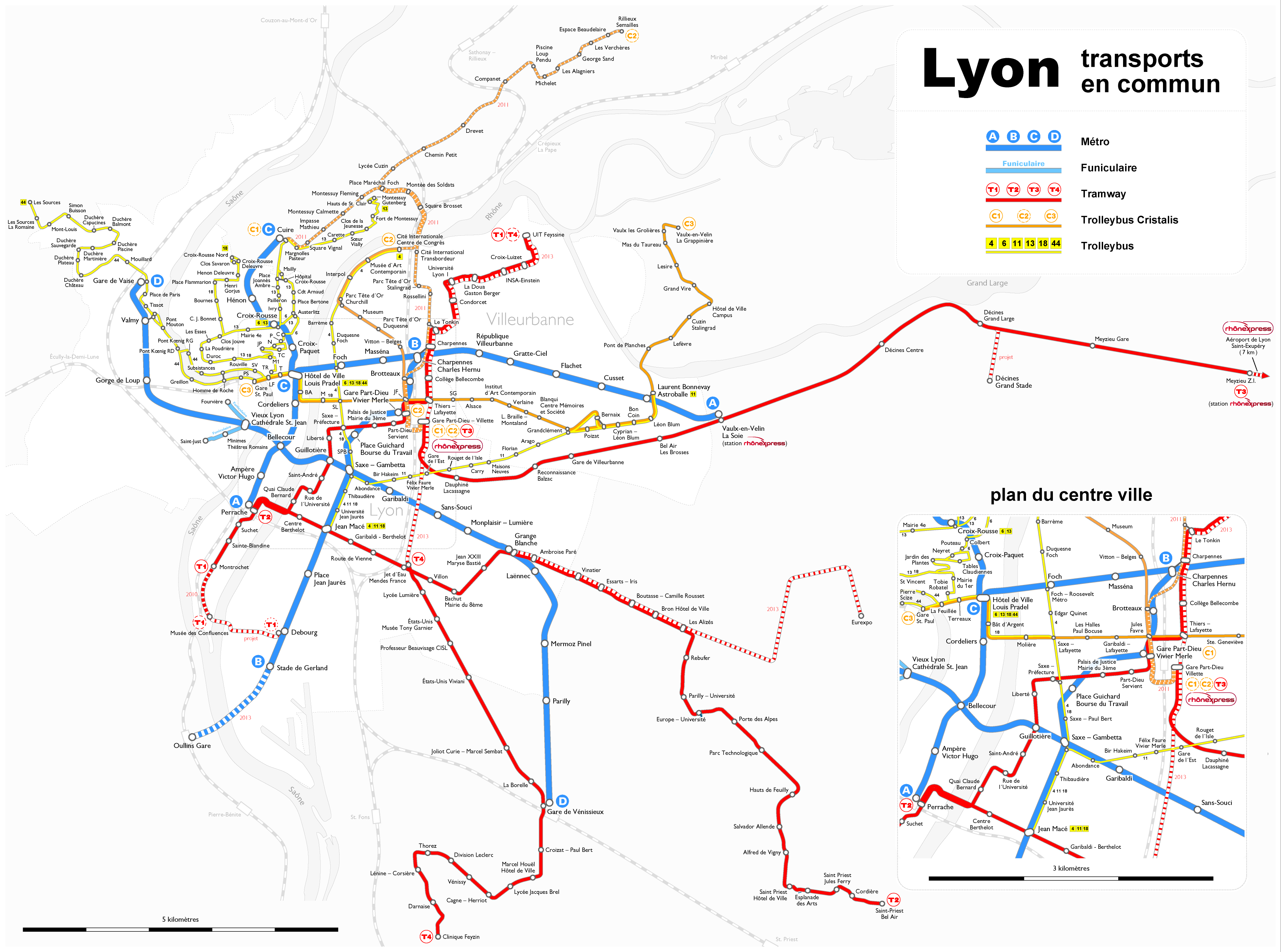
Karta över kollektivtrafiken i Lyon

Linje A och B byggdes i öppet schakt. Vid invigningen gick linje A från Perrache till Laurent Bonnevay och linje B från Charpennes till Part-Dieu. Linje B förlängdes till Jean Macé 9 september 1981, sedan till Stade de Gerland 4 september 2000 och vidare till Oullins järnvägsstation december 2013. Linje A förlängdes till Vaulx-en-Velin La Soie 2 oktober 2007.

## Linje C
Linje C:s ursprung är kuggstångsbanan mellan Croix–Rousse och Croix-Paquet som öppnades 1891. Den byggdes om till metrostandard mellan 1972 och 1974, fortfarande med kuggstångsdrift, och började räknas som en del av metron när den förlängdes från Croix-Paquet till Hôtel de Ville 1978. Den förlängdes från Croix-Rousse till Cuire 8 december 1984. Linjen byggdes med varierande metoder. Stationen Croix–Rousse byggdes i öppet schakt. Sektionen bortom Hénon ligger i markplan. Croix-Paquet-stationen gör anspråk[källa behövs] på att vara den brantaste stationen i Europa, med en stigning på 17 %.

## Linje D
Linje D öppnades 4 september 1991 mellan Gorge-de-Loup och Grange-Blanche, och automatiserades vid förlängningen till Gare de Vénissieux 11 december 1992. Gummidäckstågen på linjen kör automatiskt, utan förare ombord, enligt systemet MAGGALY (Métro Automatique à Grand Gabarit de l'Agglomération Lyonnaise, "automatisk metro i stort format i Lyonområdet"). Den 28 april 1997 förlängdes linjen igen till Gare de Vaise.
Linjen är den djupaste linjen av de fyra. När man byggde linjen använde man i första hand borrmaskiner. Den passerar under de båda floderna Rhône och Saône och är med 13 km den längsta linjen.